# 김혜미 (국악인)
김혜미는 대한민국의 국악인이다.

## 학력
- 서울국악예술고등학교 졸업
- 한국예술종합학교 전통예술원 예술사 및 예술전문사 졸업
- 한양대학교 국악학과 박사과정

## 방송
- 우리소리 찬양한마당 (2022) - Top10(10위)

## 음반
- 하늘의 기쁨 주신 주 (2022)

## 공연
- 미국 샌프란시스코 East Bay 한인회 초청공연 (2005)
- 한중 청소년교류 대표 판소리 초청공연
- 한국예술종합학교 10주년 동문연주회 (2008)
- 제5회 한국음악 워크숍 (2014)

## 수상
- 우석대학교 국악대학 주최 국악경연대회 2등 (2001)
- 경기도 도지사 학생부 경연대회 1등 (최우수상)
- 광주 임방울국악제 학생부 1등 (문화부장관상)
- 제17회 권삼득 전국국악대전 국회의장상 수상 (대상)
- 제28회 송만갑 전국판소리고수대회 명창부 최우수상 수상